# Willy Kalombo
Willy Kalombo Mwenze (* 7. Juni 1970) ist ein ehemaliger kongolesischer Langstreckenläufer.
1992 nahm Kalombo erstmals über die Marathondistanz für Zaire an den Olympischen Spielen teil. In Barcelona erreichte er in 2:23:47 Stunden als 50. das Ziel. Vier Jahre später wurde er bei den Olympischen Spielen in Atlanta in 2:17:01 Stunden 16. 1999 erzielte er in Paris mit 2:08:40 Stunden seine persönliche Bestleistung. 2000 startete er das letzte Mal bei den Olympischen Spielen – dieses Mal für die Demokratische Republik Kongo –, kam jedoch nicht ins Ziel.